# Pandanus recurvatus
Pandanus recurvatus är en enhjärtbladig växtart som beskrevs av Harold St.John. Pandanus recurvatus ingår i släktet Pandanus och familjen Pandanaceae. Inga underarter finns listade.